# Andrew Fountaine
Andrew Douglas Algernon Maclean Fountaine, né le 7 décembre 1918 dans le comté du Norfolk et mort le 14 septembre 1997 à King's Lynn, est une de la mouvance d’extrême droite britannique. Après avoir pris part à divers conflits sous les drapeaux, il s’engage en politique en adhérant au Parti conservateur, où il est un temps désigné comme candidat aux élections législatives. Toutefois, ses prises de position publiques, jugées trop radicales, conduisent à son évincement par la direction du parti.
Après s’être engagé dans divers mouvements d’extrême droite, Fountaine devint l’un des membres fondateurs du Front national en 1967. Il y occupa plusieurs fonctions, tout en étant mêlé à de nombreuses dissensions internes, jusqu’à sa rupture avec le parti en 1979. Il dirigea brièvement une formation dissidente avant de se retirer définitivement de la vie politique.

## Biographie
Andrew Fountaine nait au sein d’une famille de hobereaux norfolkiens, établis depuis des générations en leur manoir ancestral de Narford Hall. Fils du vice-amiral Charles Fountaine, lequel avait servi comme aide de camp naval du roi George V, il reçut son instruction à l’Army College d’Aldershot. L’un de ses aïeux s’était illustré en tant que curieux d’art. Au cours de la seconde guerre italo-éthiopienne, il conduisit une ambulance pour le compte des Abyssins. Par la suite, il fréquenta l’Université de Cambridge, où il s’adonna à l’étude des sciences naturelles. Son parcours le mena ensuite à combattre sous les bannières de Francisco Franco durant la guerre civile espagnole, avant qu’il ne s’enrôle comme simple matelot dans la Royal Navy lors de la Seconde Guerre mondiale. Promu enseigne de vaisseau à titre temporaire durant le conflit, il officia comme officier d’artillerie sur le porte-avions HMS Indefatigable dans le théâtre Pacifique, atteignant le grade de capitaine de corvette. Son service prit fin après qu’il eût été reformé à la suite d’un assaut kamikaze en avril 1945.

### Parti conservateur
Au cours des années 1940, Fountaine s’engagea activement au sein du Parti conservateur, où ses allocutions devinrent l’un des temps forts des conférences annuelles du parti. Lors de celle de 1948, il fustigea le Parti travailliste, le qualifiant d’assemblée de « bâtards semi-étrangers et de communistes hermaphrodites ». En 1949, il fut désigné par les conservateurs comme candidat pour la circonscription de Chorley, dans le Lancashire, en vue des élections générales à venir. Toutefois, un discours prononcé la même année lors de la conférence du parti fut jugé antisémite, ce qui conduisit le président de l’organisation, Lord Woolton, à désavouer sa nomination. Bien qu’aucun candidat officiel ne lui fût substitué, Fountaine échoua à seulement 361 voix du député sortant travailliste, Clifford Kenyon, lors du scrutin.

### John Bean
Andrew Fountaine, après s’être détaché du Parti conservateur, fonda son propre mouvement, dénommé Mouvement du Front national. Cette initiative demeura infructueuse, le conduisant à rallier la Ligue des loyalistes de l’Empire. Par la suite, il suivit John Bean en quittant cette organisation et participa à la création du Parti national-travailliste (NLP). Bien qu’officiellement désigné comme chef du parti, Fountaine endossait ce rôle principalement en raison de sa condition de propriétaire terrien dans le Norfolk, laquelle conférait une apparence plus respectable à la formation politique. Toutefois, la direction effective incombait à Bean. Fountaine demeura un partisan indéfectible de ce dernier, le soutenant lors des dissensions ultérieures avec Colin Jordan au sein du British National Party (BNP) dans les années 1960, période durant laquelle il occupa la présidence du parti. C’est à cette époque que ses terres furent utilisées pour les manœuvres paramilitaires dénommées « Spearhead », supervisées par Jordan et John Tyndall.
Fountaine rapporta ultérieurement qu’à cette époque, il s’adonnait fréquemment à appeler le numéro de poste fixe d’Harold Macmillan afin d’adjurer le Premier ministre d’agir avec plus de fermeté pour enrayer l’immigration. Toutefois, il concéda que Macmillan, sitôt qu’il reconnaissait sa voix, s’empressait de suspendre l’entretien.

### Front national
Avec les autres dissidents du British National Party (BNP), Fountaine figura parmi les membres fondateurs du Front national (NF), bien que des dissensions se sont manifestées dès l’origine en raison de son rapport conflictuel avec A. K. Chesterton. Il n’en demeura pas moins le premier candidat investi par ce parti lors d’une élection partielle à Acton en 1968, où il recueillit 1 400 suffrages (soit plus de 5 % des voix) et se classa en quatrième position.
Alarmé par les tumultueuses manifestations de 1968, Andrew Fountaine conjecturait qu’une révolution embraserait immanquablement l’Europe continentale. Redoutant que des troubles similaires ne gagnent le Royaume-Uni, il enjoignit aux membres du NF de se faire connaître des autorités policières afin de proposer leurs services en cas de soulèvement ou de guerre civile. A. K. Chesterton, peu enclin à divulguer les rouages du mouvement naissant à la police, prononça promptement l’exclusion de Fountaine. Toutefois, ce dernier obtint un jugement annulant cette mesure et, lors du congrès du parti en 1968, défia Chesterton pour la direction. Entre-temps, la crédibilité de Fountaine avait été sapée par John Tyndall dans les colonnes du périodique Spearhead, et sa réputation ébranlée lui valut une cuisante défaite, Chesterton l’emportant par 316 voix contre 20. À la suite d’un ultimatum où Chesterton somma Fountaine de se soumettre à son autorité ou de quitter le parti, ce dernier se retira, accompagné de deux fidèles partisans, Gerald Kemp et Rodney Legg, lesquels démissionnèrent conjointement de la Direction nationale du NF[réf. nécessaire].
Fountaine s'éclipsa presque entièrement de la scène publique durant plusieurs années après ces événements. Toutefois, lors des dissensions intestines de 1974, qui opposèrent Tyndall, alors chef du mouvement, à une faction populiste émergente, des partisans de ce dernier laissèrent entendre que Fountaine avait clandestinement pactisé avec Roy Painter, alors identifié comme le meneur de la tendance populiste. Quoi qu’il en soit, Tyndall chercha par la suite à rallier Fountaine après l’accession de John Kingsley Read – lequel s’était imposé face à Painter comme figure de proue des populistes – à la présidence du National Front (NF). Fountaine consentit à collaborer avec Tyndall et, lors du congrès de 1975, proposa l’une des mesures chères à ce dernier : substituer au système en vigueur d’élection de la direction, réservé aux seuls membres de l’organe directeur, un suffrage élargi à l’ensemble des adhérents. Cette motion fut rejetée de peu[1]. En novembre 1975, Tyndall fut exclu du parti, tandis que Fountaine et Martin Webster écopèrent d’une suspension pour leur implication dans de récentes manœuvres factionnelles. Toutefois, un jugement rendu le mois suivant ordonna leur réintégration. Peu après, Kingsley Read et ses affidés firent scission pour fonder le Parti national.
Fountaine refit surface sous l’ère Tyndall et fut désigné comme candidat du parti pour l’élection partielle de Coventry Nord-Ouest en 1976. Sa campagne, toutefois, ne recueillit qu’une frêle portion des suffrages, à peine 3 %, dans une cité où la section locale avait été déchirée par la scission du Parti national. Quoique son score fût des plus modestes, Fountaine surpassa néanmoins Kingsley Read, ce qui constitua un maigre réconfort au sein d’une débâcle électorale patente.
L’alliance entre Fountaine et Tyndall ne perdura guère, et il se fit bientôt l’adversaire déclaré de ce qu’il tenait pour un néonazisme incarné par Tyndall et Webster, ainsi que de leurs efforts pour enrôler des individus qu’il estimait indésirables, à l’instar de skinheads racistes ou de brutes issus du milieu footballistique. Dès lors, vers 1978, Fountaine se mua en une figure centrale de la dissidence au sein du NF. À l’occasion des scrutins de 1979, il brigua les suffrages sous l’étiquette du Front national dans la circonscription de Norwich Sud, ne recueillant toutefois que 264 voix, soit 0,7 % des exprimés.

### Dernières années
À la suite de l’échec du NF aux élections générales de 1979, Andrew Fountaine rompt avec John Tyndall et le défie pour la direction du parti. Vaincu dans cette entreprise, il se dissocie du NF pour fonder son propre mouvement, dénommé initialement Mouvement constitutionnel du NF, puis rebaptisé ultérieurement Parti nationaliste. Cette nouvelle formation politique se targuait de compter près de 2 000 adhérents en janvier 1980 et publiait un organe de presse intitulé Excalibur. *Toutefois, cette scission n’eut qu’une brève postérité : désenchanté par les dissensions intestines qui minaient l’extrême droite, Fountaine se détourna de l’arène politique dès 1981[réf. nécessaire]. Il se retira alors en son domaine de Narford Hall, situé au nord-ouest de Swaffham, pour se consacrer à l’arboriculture, où il demeura jusqu’à son trépas en 1997.
L’ouvrage Meaning of an Enemy, attribué à l’auteur désigné sous le nom de Fountaine, fut initialement publié sous forme de feuilleton dans les colonnes du périodique Combat, dirigé par John Bean, entre les années 1960 et 1965. Cette publication sérielle précéda son édition en volume, laquelle ne fut réalisée qu’en novembre 2012 par les éditions Ostara Publications.

## Vie privée et mort
De son premier mariage, contracté en 1949 et dissous en 1960, Fountaine eut un fils et une fille. Une seconde union, scellée en septembre 1960 et qui dura jusqu’à son trépas, lui donna un autre fils.
Tony Martin était un agriculteur originaire du Norfolk, principalement connu pour un fait divers ayant défrayé la chronique en 1999 : il tua un cambrioleur dans sa demeure, la Bleak House, située non loin de Wisbech. Cet événement, largement médiatisé, suscita un débat sur les limites de la légitime défense au Royaume-Uni. Par alliance, il était le neveu de Fountaine.
Andrew Fountaine s’éteignit à King’s Lynn, dans le comté de Norfolk, le 14 septembre 1997, à l’âge de soixante-dix-huit ans,,.

## Élections contestées
| Date de l'élection | Circonscription électorale | Parti        | Votes | %    |
| ------------------ | -------------------------- | ------------ | ----- | ---- |
| 1950               | Chorley                    | Conservateur | 22872 | 46,9 |
| 25 mars 1959       | Sud-Ouest du Norfolk       | Indépendant  | 785   | 2.6  |
| 28 mars 1968       | Acton                      | NF           | 1400  | 5.6  |
| 4 mars 1976        | Coventry NO                | NF           | 986   | 3.1  |
| 1979               | Norwich Sud                | NF           | 264   | 0,7  |

Note : Bien que Fountaine ait été le candidat du Parti conservateur local en 1950, sa candidature avait été désavouée par le parti au niveau national.